# Luisenbad (Berlin)
Das Luisenbad (ⓘ, bis etwa 1809: Friedrichs-Gesundbrunnen, ab 1875 Marienbad) war ein Bad im heutigen Berliner Ortsteil Gesundbrunnen des Bezirks Mitte. Gegründet an einer Quelle am Flüsschen Panke im frühen 18. Jahrhundert war es Mitte des 18. Jahrhunderts ein beliebtes Ausflugsziel der Berliner, um das herum ein großer Park mit Gasthäusern, einer Kirche und Übernachtungsmöglichkeiten entstand. Bereits nach wenigen Jahrzehnten geriet das Bad in eine Krise.
Das Luisenbad erlebte in den folgenden Jahrhunderten zahlreiche Besitzerwechsel und Umbauten um das Bad herum. Endgültiger Todesstoß für den Badebetrieb war die Industrialisierung des Wedding und der dadurch bedingte Flächenbedarf sowie die aus der Einleitung von Abwässern resultierende Verschmutzung der Panke. Während die Luisenquelle zunächst noch in den Keller eines Wohnhauses der Gebrüder Galuschki verlegt worden war, wo diese Heilwasser in Flaschen abfüllten und vertrieben, fiel das Badehäuschen dem Straßenbau zum Opfer. Direkt an der Panke, auf dem Nachbargrundstück, entstand in dieser Zeit das Marienbad, ein Heil- und Schwimmbad mit Theater-, später Kinosaal, Restauration und anderen Vergnügungsmöglichkeiten.
Während der Badebetrieb stetig unwichtiger wurde, entwickelte sich das Viertel um das ehemalige Luisenbad bis Mitte des 20. Jahrhunderts zu einem Ausgeh- und Vergnügungsviertel. Ende des 19. Jahrhunderts gab es hier 40 Gaststätten, Kegelbahnen, Varietés, Gartenlokale und die ersten Lichtspielhäuser.
Am ehemaligen Standort des Marienbades gibt es inzwischen die Bibliothek am Luisenbad. Die Quelle und die darum entstandenen Gebäude sind neben dem Vorwerk Wedding eine der beiden Keimzellen des späteren Berliner Bezirks Wedding. Der Ortsteil Gesundbrunnen leitet seinen Namen von der Heilquelle ab.

## Geschichte

### Vorgeschichte
Im Jahr 1709 entstand auf einer Insel der aufgestauten Panke eine Walkmühle. Die Gegend war vermutlich schon damals ein Ausflugsziel. Der Müller plante die erste Mühle gleich zusammen mit einem Bierausschank. Der Müller nutzte eine nahegelegene armdicke Quelle am Ostufer zur Trinkwasserversorgung und legte zu diesem Zweck einen Steg über die Panke an, etwa dort, wo sich heute die Badstraße befindet.
Die Quelle entsprang etwa dort, wo heute der Hinterhof der Häuser Badstraße 35–39 liegt. Ihr genauer Ort ist nicht mehr rekonstruierbar. Im Laufe der Zeit sprach sich in der Nachbarschaft und bei Ausflüglern herum, dass es sich um Heilwasser handelte. 1751 suchte der Chemiker Andreas Sigismund Marggraf die Quelle auf, „welchen der Pöbel schon lange für einen Gesund-Brunnen ausgeschrien hat“ und untersuchte dessen Wasser. Marggraf bestätigte die Heilwirkung.
Der Legende nach, vermutlich von Behm in die Welt gesetzt und später vor allem durch Otto Suchsdorfs Buch Geschichte des Gesundbrunnens verbreitet, hatte König Friedrich I. im Jahr 1701 bei einem Jagdausflug persönlich von der Müllerin einen Schluck Wasser bekommen und dabei die Heilkraft der Quelle entdeckt. Die Legende hielt einer in den 1980er Jahren vorgenommenen Prüfung nicht stand, da die Mühle erst acht Jahre nach der angeblichen Entdeckung der Quelle gebaut wurde, das königliche Jagdrevier am späteren Gesundbrunnen entstand erst 1712.
Die Mühle selbst arbeitete ab 1714 als Papiermühle. 1844 wurde sie durch eine neu gebaute Getreidemühle ersetzt. Das Mühlengebäude gelangte später in das Eigentum des Fabrikanten Carl Arnheim, der es zu einem Restaurant mit Kegelbahn umbauen ließ. Es überstand die Zeitenläufte und ist – allerdings ohne das Mühlrad – am alten Standort erhalten.

### Der Behmsche Gesundbrunnen
Um 1757/1759 wurde der Arzt und spätere Hofapotheker Heinrich Wilhelm Behm auf die Quelle aufmerksam und überzeugte den preußischen König Friedrich II., ihm die Quelle „auf der Feldmark Wedding, ohnfern Papiermühle bei der dasselbst befindlichen Mineralischen Quelle“ und das Vorwerk Wedding zu überlassen, wenn er an der Quelle Gebäude zur Nutzung derselben anlege. Zum Dank an den Gönner und zu Werbezwecken nannte Behm die Quelle den Friedrichs-Gesundbrunnen. Behm hatte umfangreiche Pläne für den Gesundbrunnen, die er allerdings nur teilweise umsetzen konnte. Friedrich II. genehmigte bei weitem nicht alle Pläne Behms.
Behm und sein erster Partner Dr. Schaarschmidt errichteten ein erstes Bauensemble mit Brunnenhäuschen, Badehaus, Gästehaus für 40 Kurgäste, Behandlungshäusern und Gastwirtschaft um 1760. Angeordnet waren die Gebäude um einen zentralen Platz, in dessen Mitte der Brunnen lag. Das Traiterushaus, die Gastwirtschaft, war das ehemalige Wohnhaus des Müllers. Das Gästehaus war nur eines der ursprünglichen drei geplanten Häuser, Grundriss und Säulengang des Hauses erinnerten an die ursprünglichen prächtigen Planungen, das Haus selbst war aber deutlich schlichter ausgestaltet. Nebengebäude wie Ställe und Meierei waren noch im Fachwerk ausgeführt.
Der Bademeister wohnte in einem zur Mühle gehörigen Gebäude. Neben den diversen Wasseranwendungen gab es Wein und Bier, Tee, Kaffee, Schokolade und diverse Gerichte. Die Landschaft der Gegend wurde erstmals absichtsvoll gestaltet. Die an englischen Parks orientierte Gestaltung der Anlagen lockte die Ausflügler mit dem Schatten der Bäume direkt am Fluss. In seiner ursprünglichen Ausdehnung umfasste der Gesundbrunnen etwa das Gebiet, das heute von Osloer Straße, Prinzenallee, Pankstraße, Thurneysser Straße und Panke begrenzt wird.
Behm pries das Wasser des Gesundbrunnens als Heilmittel gegen „kalte Fieber, verstopfte Eingeweide, Hyppochondrie, Mutter-Beschwerung, Bleichsucht, Verschleimung des Geblüts, Gicht- und Glieder-Reissen, verstopfte güldene Adler, Verstopffte Reinigung der Frauenzimmer, Krampfe, Blähungen, Flüsse, Zahn-, Kopff- und Ohren-Schmerzen, auch schweres Gehör und Taubheit, Melancholie, Dörrsucht, Auszehrung, Würmer, Engbrüstigkeit, der Saamen-Fluß und weiße Fluß der Frauens-Personen; wie auch verschiedene Arten der Venerischen Krankheiten, Entzündungen, Flecke und Felle der Augen, der anfangende graue und schwarze Star, alte Schäden und fressende salzige Flüsse, Geschwüre, Contracturen und Steifigkeiten der Glieder, Stein-Schmerzen, Lähmungen, die entweder von innerlichen Ursachen oder von äusserlichen Wunden und verletzten Gliedmassen entstanden sind“.
Badegäste allerdings klagten des Öfteren über Ausschlag. Behm empfahl hier, die Kur so lange fortzusetzen, bis der Ausschlag wieder austrocknete. Behm warnte die Kurgäste allerdings eindrücklich vor „Erkältungen, übermäßigen Erhitzungen und quälenden Leidenschaften“.
Der Brunnen selbst war das ganze Jahr über zugänglich, Kurbetrieb fand von Mai bis Oktober statt. Der Kurbetrieb war entweder als Trinkkur oder als Badekur möglich. Zur Trinkkur empfahl Behm, langsam mit einem Glas Wasser mit Bittersalz zu beginnen, am zweiten Tag dann zwei Gläser ohne Salz, bis er sich am Ende von drei Wochen auf acht Gläser am Tag steigerte und damit eine spürbare Linderung verschiedener Krankheiten erfahren sollte. Zur Badekur wurde das Wasser in Kesseln erwärmt, man badete in Wannen im eigenen Zimmer mit Decken abgedeckt; wem der warme Dampf zu viel wurde, konnte seinen Kopf aus den Decken stecken. Von den warmen Wannenbädern wurden im ersten Jahr etwa 1000 verabreicht. Neben dem Brunnenhäuschen befand sich ein kaltes Tauchbecken mit Quellwasser.
Seit 1761 wurde das Quellwasser in Berliner Apotheken vertrieben. Auch verkaufte Behm den „Oker-Schlamm“, der sich in der Quelle abgelagert hatte. Dieser soll gegen Grauen Star, steifen Nacken und Blasenschwäche geholfen haben.
Bis 1780, dem Todesjahr Behms, pflanzte dieser 12.000 Bäume an und ließ die unsicheren und schwer zu nutzenden Sandwege durch Sandhafer befestigen. Die Erben teilten Behms Nachlass auf: das Vorwerk Wedding wurde vom Gesundbrunnen und der damit verbundenen Meierei abgetrennt. Brunnen und Meierei fielen an Behms Witwe, seine Töchter und den Schwiegersohn Derling, der den Betrieb an einen Pächter übertrug.

### Luisenbad

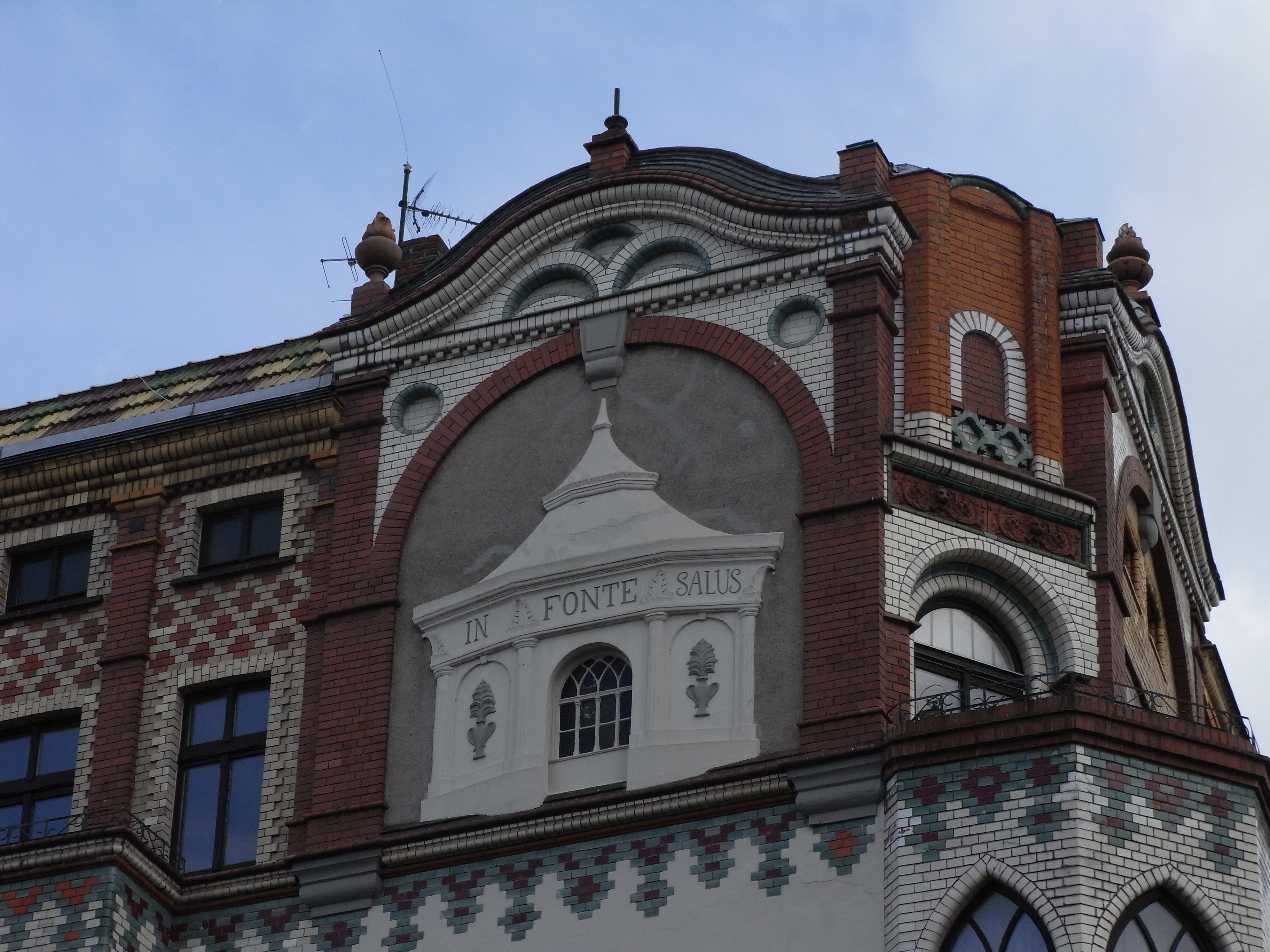
Inschrift In fonte salus (‚In der Quelle ist das Heil‘) am Luisenhaus

Der Gesundbrunnen blieb bis 1794 im Besitz der Nachkommen Behms, die ihn verkauften. In wenigen Jahren wechselten Quelle und Grundstücke mehrfach den Eigentümer: von 1795 war der Professor Christian Heinrich Pein Besitzer, der den Brunnen aber schon bald an Fürstenberg verkaufte. Fürstenberg beklagte den schlechten Zustand der Anlagen und verkaufte den Brunnen 1799 weiter an Christian Sigismund Trenk, der die Anlage 1801 wieder an Fürstenberg zurück verkaufte. Fürstenberg behielt den Brunnen nur wenige Jahre, bevor die Anlage an den Kaufmann Warnatz und dann an den Kaufmann Belitz ging.
Der Erfolg des Bades war längst verflacht und das Gelände verfiel zusehends, bis der Apotheker und Buchhändler Christian Gottfried Flittner die Quelle samt Gelände erwarb, vermutlich im Jahr 1809. Er holte sich von der damals populären Königin Luise die Zustimmung, die Heilquelle in ‚Luisenbad‘ umzubenennen. Flittner ließ ein tempelartiges Brunnenhäuschen um die Quelle herum errichten. Auf das Brunnenhäuschen kam die Aufschrift In fonte salus (‚In der Quelle ist das Heil‘). Zum Bad gehörte auch eine Büste der Königin, zu deren Enthüllung der Autor Friedrich Wilhelm Gubitz dichtete:

„Es hauchen die Stimmen vom Paradiese: Luise
Es flüstert die Quelle der Wiese: Luise.“

Die Renaissance des Luisenbades dauerte nur wenige Jahre.

### Industrialisierung und Gerbereien
Der endgültige Niedergang des Ortes als Bad begann durch die weitere Industrialisierung des Wedding und vor allem die damit einhergehende Verschmutzung der Panke. Im Jahr 1852 erlosch der Erbpacht-Kanon, was es den Kolonisten an der Panke oberhalb des Luisenbades erlaubte, ihre Grundstücke zu verkaufen. Dort siedelten sich Gerbereien an, die das frische Wasser der Panke für ihre Arbeit benötigten, selbst aber eine stinkende Brühe in den Fluss zurückleiteten. Das Bad, an dem diese Brühe ankam, war davon schwer getroffen. Weiter am Oberlauf hatten sich unter anderem diverse Gerbereien am Fluss angesiedelt, die ihre Abwässer direkt in die Panke leiteten, wo sie dann an der Quelle und dem Kurbad vorbeiflossen.
Der Ausbau der Badstraße zu einer Chaussee und die damit einhergehende Höherlegung der Straße zerteilte endgültig das ehemalige Parkgelände. Die sechs Fuß (knapp zwei Meter) erhöhte Chaussee zerschnitt den Park, sodass der südliche Teil mit der St.-Pauls-Kirche vom eigentlichen Brunnen getrennt lag.

### Versiegen der Quelle

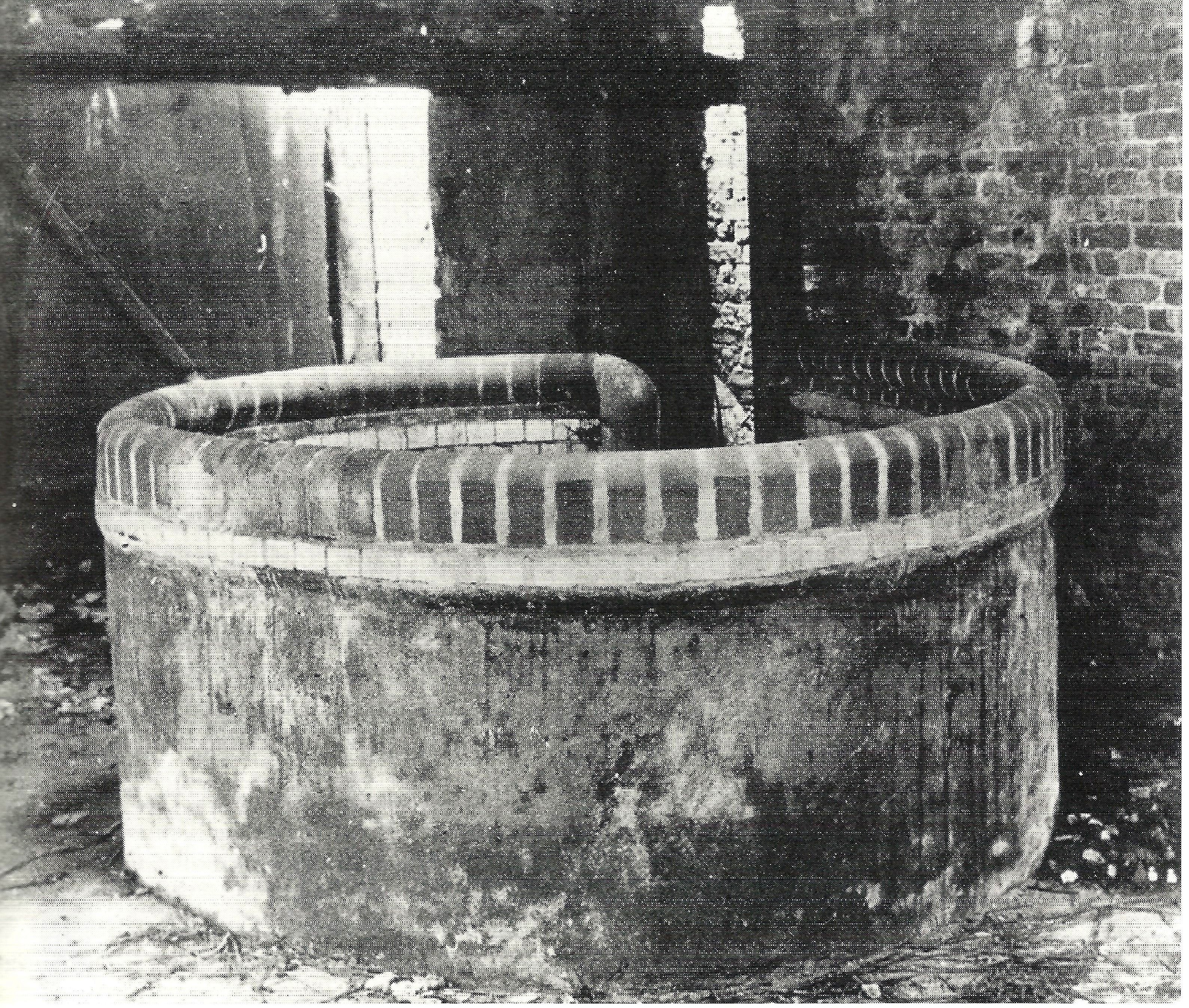
Brunnen im Keller des Luisenhauses, um 1920

Die Bauarbeiten im Gesundbrunnen sorgten schließlich auch für das Versiegen der Quelle. Kanalarbeiten im Jahr 1862 sorgten dafür, dass der vormals armdicke Strahl nur noch als Rinnsal tröpfelte, der Rest des Quellwassers versackte durch die Arbeiten im Berliner Untergrund.
Die Quelle wurde bei Bauarbeiten für das Gebiet 1869 wieder beschädigt und dann bei der weiteren Bebauung des Areals im späten 19. Jahrhundert ganz verschüttet. Das Brunnenhäuschen wurde verlegt, um Platz für neu gebaute Mietshäuser zu schaffen und 1906 beim Bau der Travemünder Straße gänzlich abgerissen. Der ehemalige Brunnen zur versiegten Quelle befand sich noch bis zur Mitte des 20. Jahrhunderts im Keller des Luisenhauses, wurde im Jahr 1964 jedoch zubetoniert.

### Niedergang und Aufteilung der Grundstücke
Bereits nach 1820 wechselten Quelle und die dazu gehörigen Liegenschaften wieder mehrfach den Besitzer, bis sie 1845 an Carl Gropius übergingen. Dieser wandelte das Badehaus in ein Gartenlokal um. Gropius selbst war von der Attraktion der Quelle so wenig überzeugt, dass er das eigentliche Quellgrundstück bald an den praktischen Arzt Carl Meyer verkaufte und selbst nur die Grundstücke südlich der Badstraße neben der St. Pauls Kirche behielt. Meyer versuchte den Niedergang des Brunnens aufzuhalten, indem er das Wasser kostenlos abgab. Die Kunden waren nun laut Meyer „das ins Freie oft zu Tausenden mit Frau und Kind ausgezogene Volk“. Meyer war der letzte, der versuchte das Luisenbad als Kurbad mit gesundheitsfördernder Wirkung zu betreiben. Auf Meyers Kurbad folgte darauf für kurze Zeit eine Irrenanstalt auf dem Brunnengelände, die wegen ihrer nachlässigen Führung und des weitergehenden Verfalls Anlass für zahlreiche Klagen an die Behörden war.
Alle weiteren Eigentümer nach Meyer konzentrierten sich auf den Vergnügungs- und Ausflugseffekt am bereits bekannten Ort. Meyer selbst verfiel dem Wahnsinn, verkauft durch seinen Vormund gelangte das Brunnengrundstück an die Handlung Brendel & Comp., dann an das Bankhaus C.F.O. Brendel und Louis Schüler. Schüler gehörten nun mehrere Grundstücke direkt auf dem ehemaligen Parkgelände an der Badstraße.
Ebenfalls im 19. Jahrhundert setzte die Industrialisierung im Wedding ein. Im späteren Gesundbrunnen siedelten sich zahlreiche Fabriken an und der Bedarf nach Wohnraum wuchs. Straßen wurden angelegt und Grundstücke parzelliert. Dies traf auch das Gelände des Luisenbads und dessen ehemals weiten Parkanlagen. 1856 ließ der Bäckermeister Trott an der Bad- Ecke Prinzenstraße ein Wohnhaus mit Bäckerei und Stallgebäude errichten.

### Marienbad

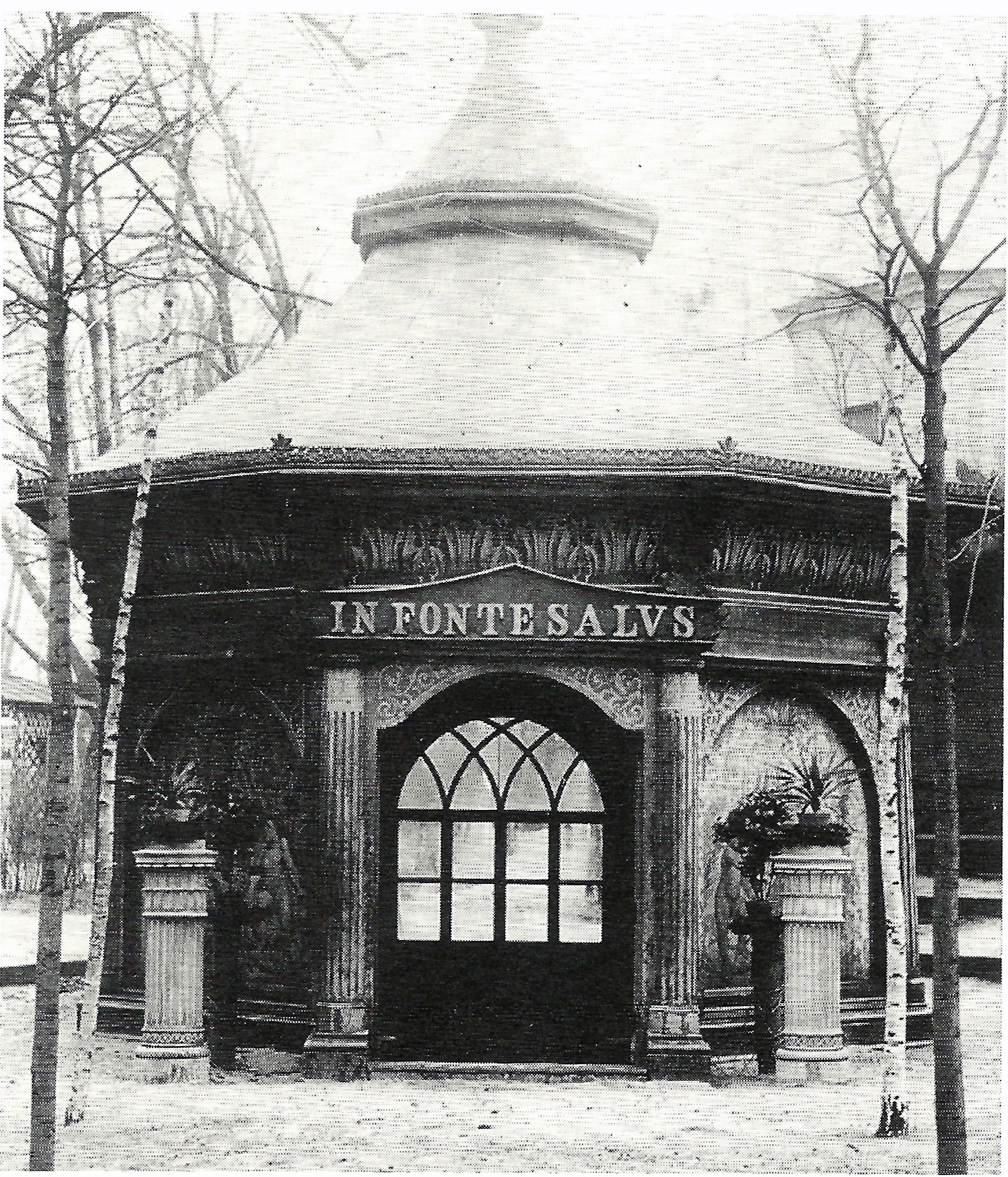
Brunnenhäuschen, um 1885

Um 1880 fiel das ehemalige Badehaus einer Verbreiterung der Badstraße zum Opfer. Auf der Nachbarparzelle, dem nach der Bebauung einzig übrig gebliebenen größeren freien Grundstück (heute: Badstraße 35/36) errichtete der Kaufmann Ernst Gustav Otto Oscholinski zwischen 1874 und 1877 eine russische Badeanstalt mit Schwimmbecken und Wohnhaus. In Anlehnung an den damals populären und modischen böhmischen Kurort taufte er das Bad jetzt das Marienbad. Oscholinski versuchte einen großen Wurf mit Vorgarten einem fünfgeschossigen Wohnhaus, einer Kegelbahn, einem Theatersaal und einem Bad, das sowohl Baden unter freiem Himmel in der Panke wie auch ein russisches Dampfbad vorsah. Erstmals sollte der Badebetrieb nun auch ganzjährig stattfinden. Allerdings übernahm sich Oscholinski mit seinen Plänen finanziell und musste bereits nach kurzer Zeit verkaufen. Das Marienbad erlebte in Folge eine ähnlich unstete Entwicklung wie das Luisenbad und wechselte allein zwischen 1877 und 1885 zehnmal den Besitzer.
Beim Marienbad spielten allerdings weniger Heilung und Ruhe eine Rolle, sondern das Ensemble war bereits als Ausflugsort konzipiert, sodass wenig später auch ein Kino und andere Vergnügungsstätten hinzukamen. Die Besucher kamen zu dieser Zeit bereits direkt mit der Pferdebahn aus Berlin. Erste langfristige Besitzer waren 1885 die Bauunternehmer und Brüder Carl und Emil Galuschki, die begannen, den heutigen Zustand des Areals herzustellen. Sie bauten die charakteristischen Häuser auf den Grundstücken Badstraße 33–39. Im Doppelmietshaus auf der Badstraße 35/36 war das eigentliche Marienbad. Sie modernisierten das nur wenige Jahre alte Bad und bauten einen Wasserturm mit Dampfmaschine zur Umwälzung des Wassers. Im bisherigen Garten entstanden neue Hallen und eine Orchesterbühne.

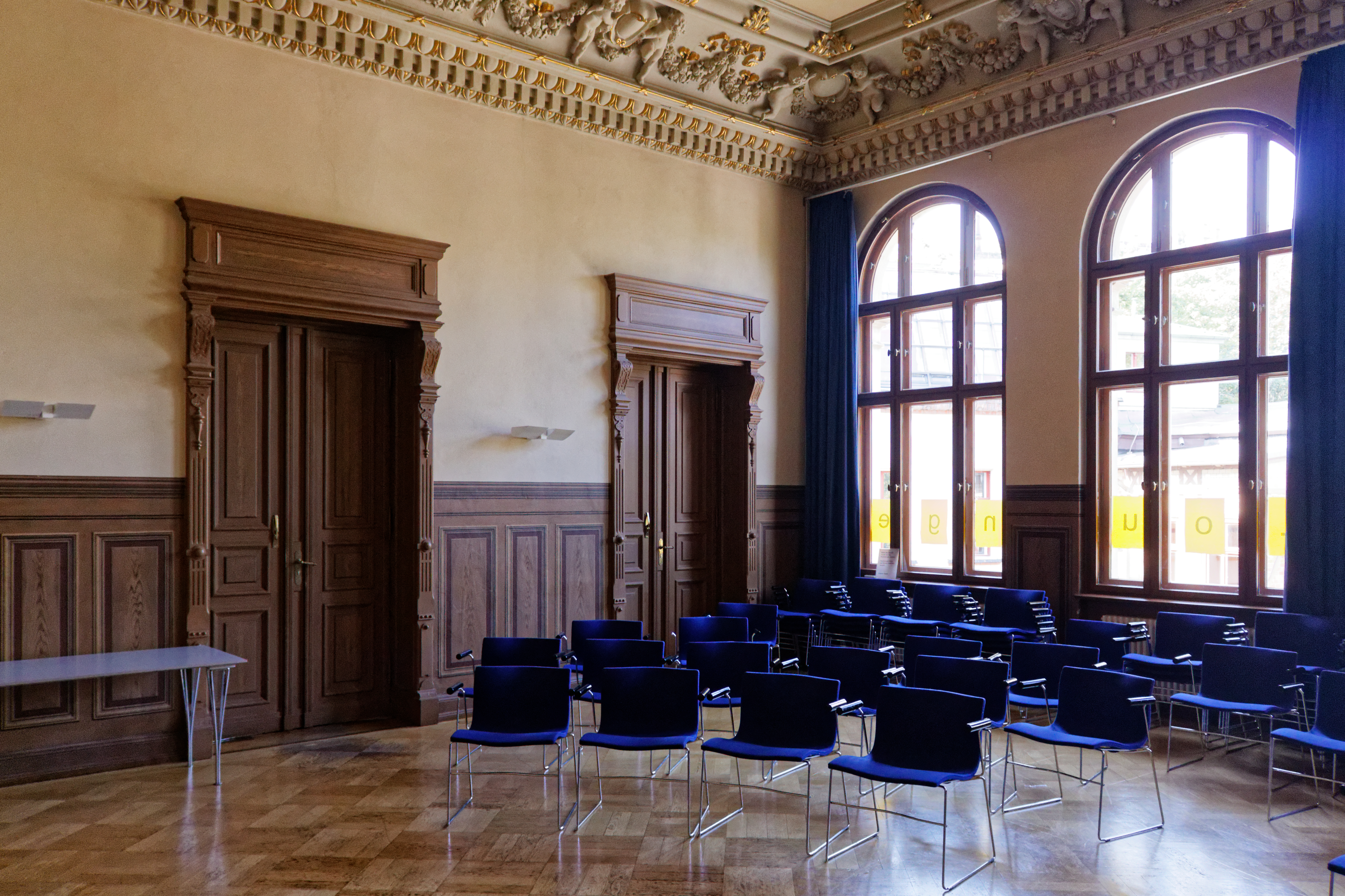
Ballsaal im Marienbad

Hier war vor allem das 1887/1888 errichtete Restaurant im venezianischen Vestibülstil mit Ballsaal und Biergarten weit bekannt, der mit dem Slogan warb: „Hier können Familien Kaffee kochen“. Das Zentrum des Gesundbrunnens bei der Panke blieb bis in die 1960er Jahre hinein ein Ausgeh- und Vergnügungsviertel.
Zwischen 1902 und 1907 veränderte sich die Gegend erneut. Die Uferpromenade der Panke wurde erstmals als öffentliche Straße – die heutige Travemünder Straße – gestaltet. Dies geschah gegen Galuschkis Willen. Er konnte den Bau nicht verhindern, jedoch für sich selbst eine Entschädigung von 633.314 Mark erkämpfen (kaufkraftbereinigt in heutiger Währung: rund 4,68 Millionen Euro). Vermutlich durch den Bau des öffentlichen Stadtbades Wedding in der Gerichtstraße 1908 begann der endgültige Niedergang des Gesundbrunnens und seiner Nachfolger. Als das versetzte Brunnenhäuschen wieder dem Straßenbau im Weg stand, hatte Galuschki keine finanziellen Mittel mehr, um es erneut umsetzen zu lassen. Dieses Mal wurde es ganz abgerissen. Mit dem Bau der Straße musste wieder ein Teil der Mietshäuser abgerissen werden, ebenso wie das historische Brunnenhäuschen.

### Relikte

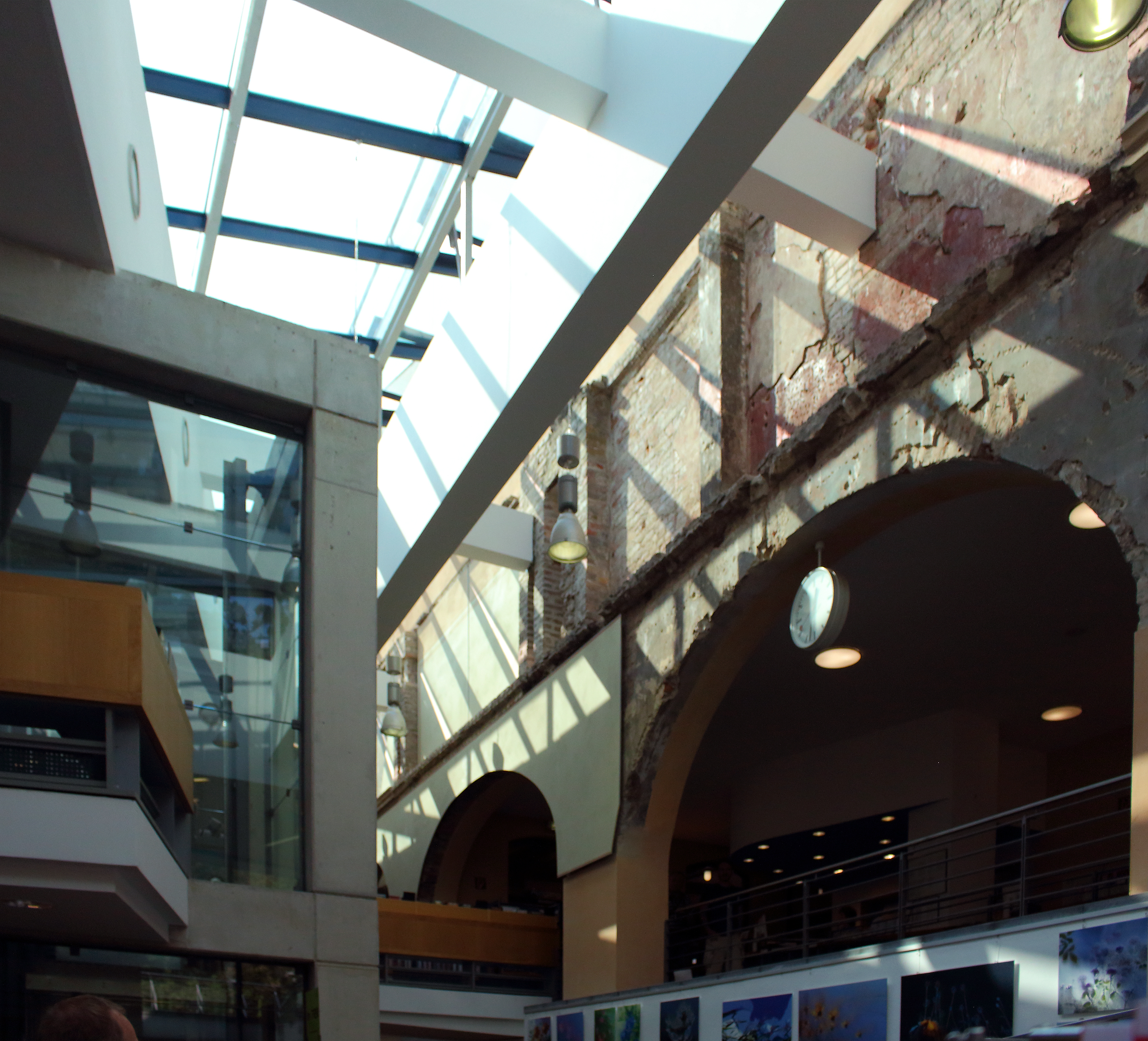
Innenraum der Bibliothek mit Überresten des Ballsaals

Zwar ist die Quelle verlorengegangen und bauliche Relikte finden sich nur noch einige vom ehemaligen Marienbad. Dennoch hat der lange Kur- und Badebetrieb seine Spuren hinterlassen. Der heutige Ortsteil Gesundbrunnen bekam seinen Namen vom ehemaligen Gesundbrunnen dort. Die noch erhaltenen Gebäude des Marienbads wurden im Zuge eines umfangreichen Umbaus in den 1990er Jahren in die Bibliothek am Luisenbad umgebaut. Zumindest ein Relief des ehemaligen tempelartigen Badehauses zusammen mit der Aufschrift In fonte salus findet sich an einer Fassade der prachtvoll gestalteten Mietsbauten an der Badstraße.